# Христос и грешница (картина Поленова)
«Христо́с и гре́шница» («Кто без греха́?») — крупноформатная картина русского художника Василия Поленова (1844—1927), датированная 1888 годом. Принадлежит Государственному Русскому музею в Санкт-Петербурге (инв. Ж-4204). Размер — 325 × 611 см. Сюжет картины связан с историей о Христе и грешнице, описанной в Евангелии от Иоанна.
Картина была задумана художником в конце 1860-х годов, первые эскизы появились в начале 1870-х. До создания окончательной версии полотна прошло около пятнадцати лет. Во время работы над картиной Поленов путешествовал по Ближнему Востоку (в 1881—1882 годах) и Италии (в 1883—1884 годах).
Полотно было представлено на 15-й выставке Товарищества передвижных художественных выставок («передвижников»), которая открылась в Петербурге 25 февраля 1887 года. На выставке полотно приобрел император Александр III. После этого картина находилась в Зимнем дворце, а затем, при образовании Русского музея, в 1897 году была передана в его коллекцию.
С одной стороны, картина «Христос и грешница» рассматривается как попытка реалистичной трактовки образа Христа и евангельской истории. С другой стороны, искусствоведы признают влияние на неё позднего академизма, отмечая, что среди попыток возродить крупноформатную академическую историческую живопись «картина Поленова является самой значительной и серьёзной».

## История

### Замысел и работа над картиной
Замысел будущего полотна «Христос и грешница» начал формироваться у Поленова в 1868 году под влиянием картины Александра Иванова «Явление Христа народу». Поленов поставил перед собой задачу «создать Христа не только грядущего, но уже пришедшего в мир и совершающего свой путь среди народа». Существенное влияние на трактовку сюжета оказала книга французского философа и писателя Эрнеста Ренана «Жизнь Иисуса», в которой подчёркивалась человеческая сущность Христа. Ко времени начала работы над картиной, в русской живописи уже существовали такие известные полотна на евангельскую тематику, как «Тайная вечеря» Николая Ге и «Христос в пустыне» Ивана Крамского.

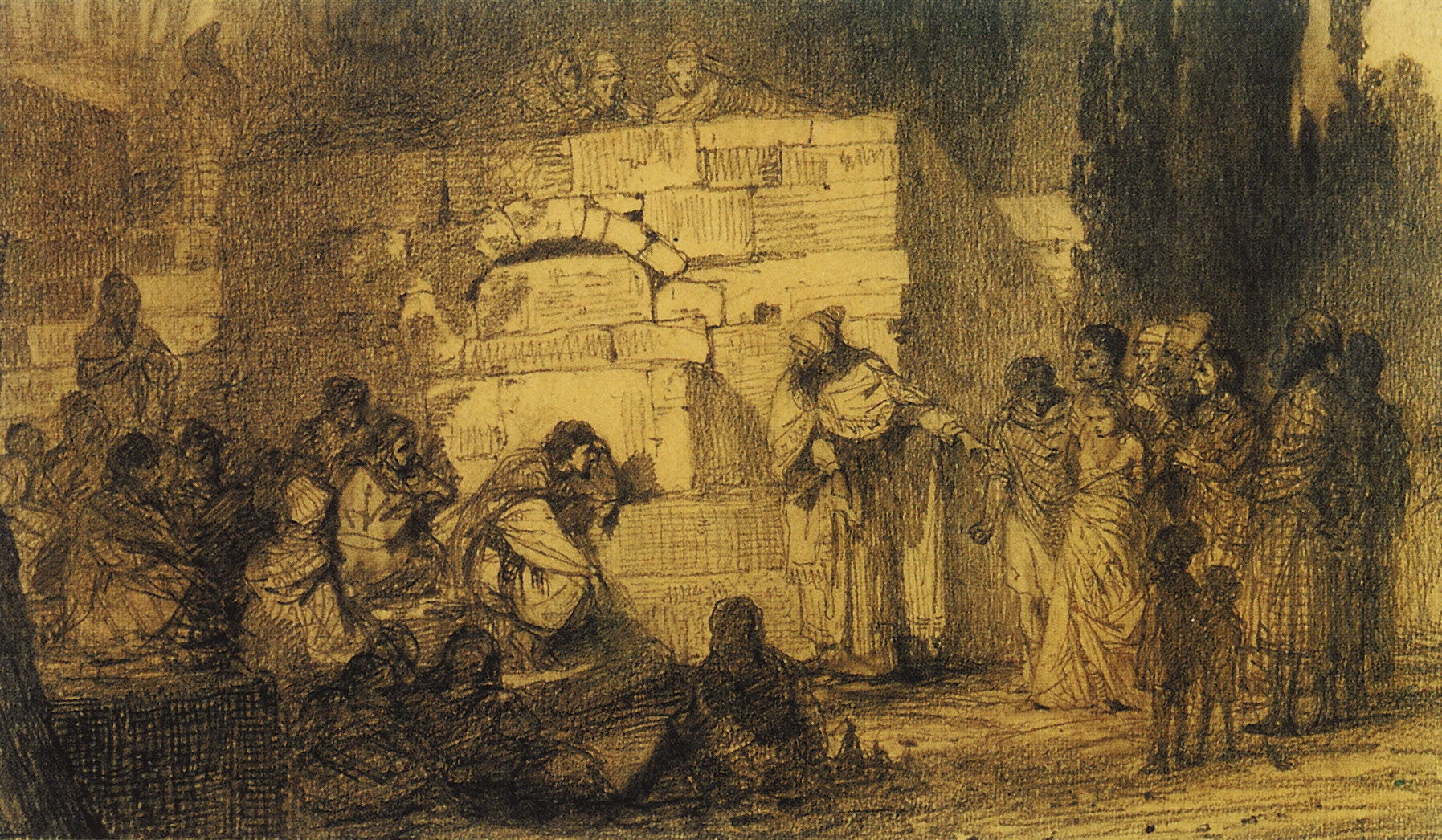
Христос и грешница (эскиз, 1873, бумага, карандаш, ГРМ)

Первые эскизы и этюды к будущей картине «Христос и грешница» были созданы в 1870-х годах. Среди них выделяют эскиз 1873 года, соответствовавший первоначальному замыслу картины, и эскиз 1876 года, который был уже более близок к окончательной композиции полотна. Потом работа над картиной застопорилась, но в 1881 году, когда умирала сестра художника Вера Дмитриевна Поленова (близнец Василия Поленова), по мужу Хрущёва (Хрущова), она взяла с брата обещание возобновить работу над картиной и, более того, попросила, чтобы полотно было большого формата. Несмотря на то, что Поленов к тому времени вполне успешно работал в пейзажном жанре, художник, исполняя данное сестре обещание, вернулся к исторической живописи.
В 1881—1882 годах Василий Поленов предпринял путешествие на Ближний Восток, которое в значительной степени было связано с работой над картиной «Христос и грешница». Он побывал в Константинополе, Александрии, Каире, Асуане, посетил Палестину и Сирию, а также заехал в Грецию. Спутниками Поленова по путешествию были лингвист и археолог Семён Абамелек-Лазарев и искусствовед Адриан Прахов. Поездка дала Поленову большой запас впечатлений, связанных с природой и архитектурой Палестины, а также с обликом и обычаями её жителей. В дальнейшем это помогло художнику достичь реалистичности в представлении евангельской истории. Тем не менее в целом результаты поездки не очень продвинули Поленова на пути реализации замысла картины «Христос и грешница», поскольку во время путешествия он практически не работал над эскизами и этюдами.

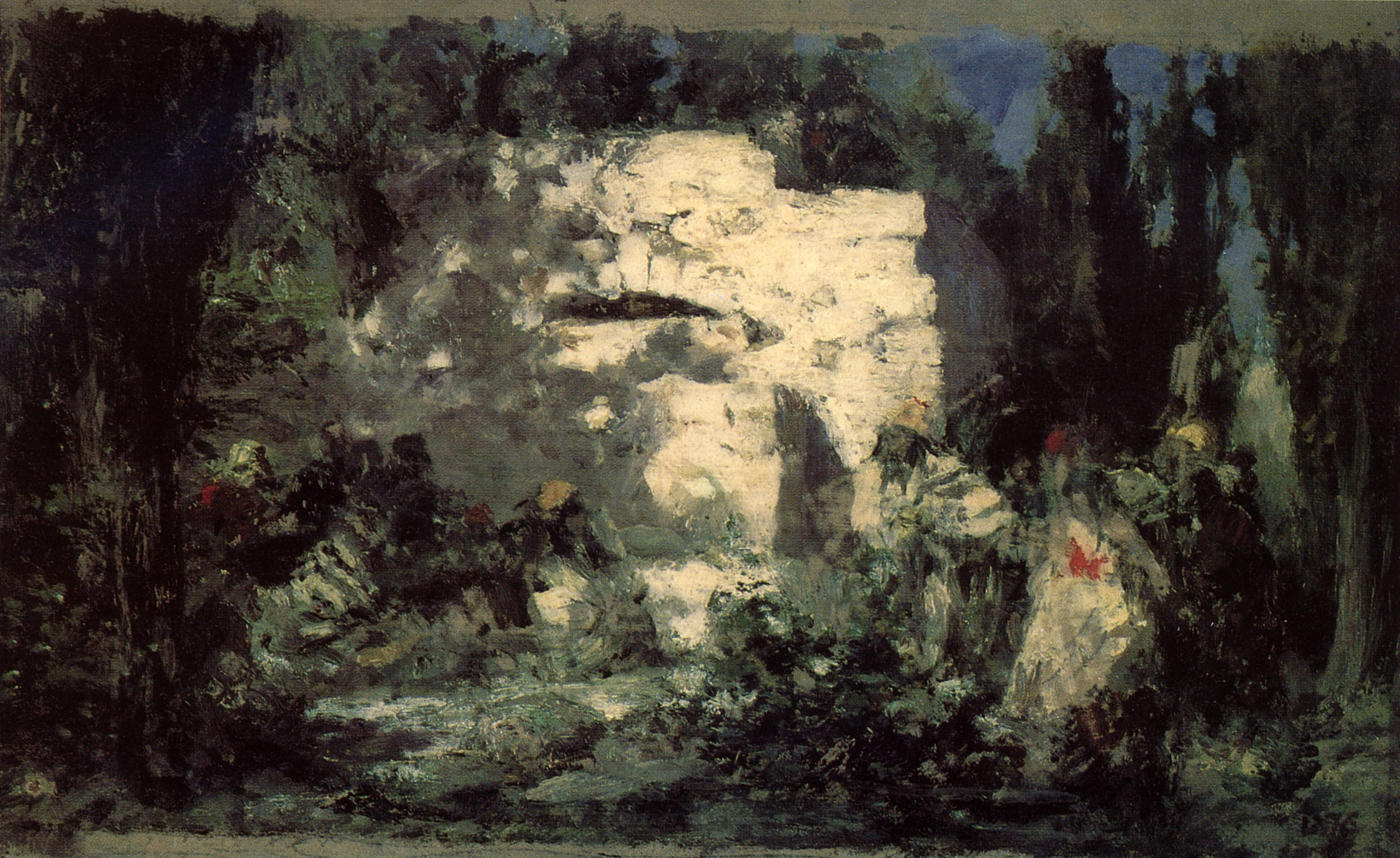
Христос и грешница (эскиз, 1876, ГТГ)

Весной 1883 года, уже будучи преподавателем Московского училища живописи, ваяния и зодчества, Поленов, наконец, взялся за работу над большой картиной. Вскоре, однако, выяснилось, что материала, собранного во время его путешествия на Ближний Восток, для этой задачи недостаточно. У него были пейзажные зарисовки, архитектурные этюды, но не хватало изображений людей. Чтобы восполнить этот пробел, Поленов взял в училище годичный отпуск и вместе со своей женой, Натальей Васильевной, в конце октября 1883 года отправился в Рим, посетив по пути Вену, Венецию и Флоренцию. Таким образом, в 1883—1884 годах Поленов продолжал работу над картиной в Риме. Он прорабатывал эскизы, а также создавал изображения итальянских евреев. Наталья Васильевна так описывала римский период деятельности Поленова в письме к его сестре Елене Дмитриевне: «Работает он очень много, но удачно ли, опять ужасно трудно сказать; мне кажется, что слишком много и мало ищет в работе, а утомительно ужасно». Она сообщала, что Поленов каждый день писал одну или две головы с натуры, и говорила, что ей «было бы спокойнее на душе, если бы этюдов было наполовину меньше и больше по содержанию». В апреле 1884 года в Риме Поленова посетил предприниматель и меценат Савва Мамонтов, с которым художник был хорошо знаком по Абрамцевскому кружку. По словам Натальи Васильевны, «Савва очень мило отнёсся к его работе и разбирал его эскизы искренно и не пустословно», что «придаёт Василию нового рвения».
В мае 1884 года Поленовы вернулись из Италии в Россию. Летом 1885 года художник работал в усадьбе Меньшово, расположенной под Подольском, где он создал полноформатный эскиз картины «Христос и грешница», выполненный углём на холсте. Окончательную версию картины Поленов писал в 1886—1887 годах в кабинете Саввы Мамонтова в его доме на Садовой-Спасской улице в Москве. Среди тех, с кем он советовался во время написания полотна, помимо родных и Саввы Мамонтова, были художники Константин Коровин и Виктор Васнецов, а также физиолог Пётр Спиро.

### 15-я Передвижная выставка
Предполагалось, что картина «Христос и грешница» будет представлена на 15-й выставке Товарищества передвижных художественных выставок («передвижников»), которая открывалась в Петербурге 25 февраля 1887 года. Поленов уехал в Петербург заранее, в середине февраля, а через несколько дней после него туда прибыло и его полотно. Когда его стали устанавливать в выставочном зале, выяснилось, что на выставке будет экспонироваться ещё одна крупноформатная картина на исторический сюжет, — «Боярыня Морозова», исполненная Василием Суриковым.

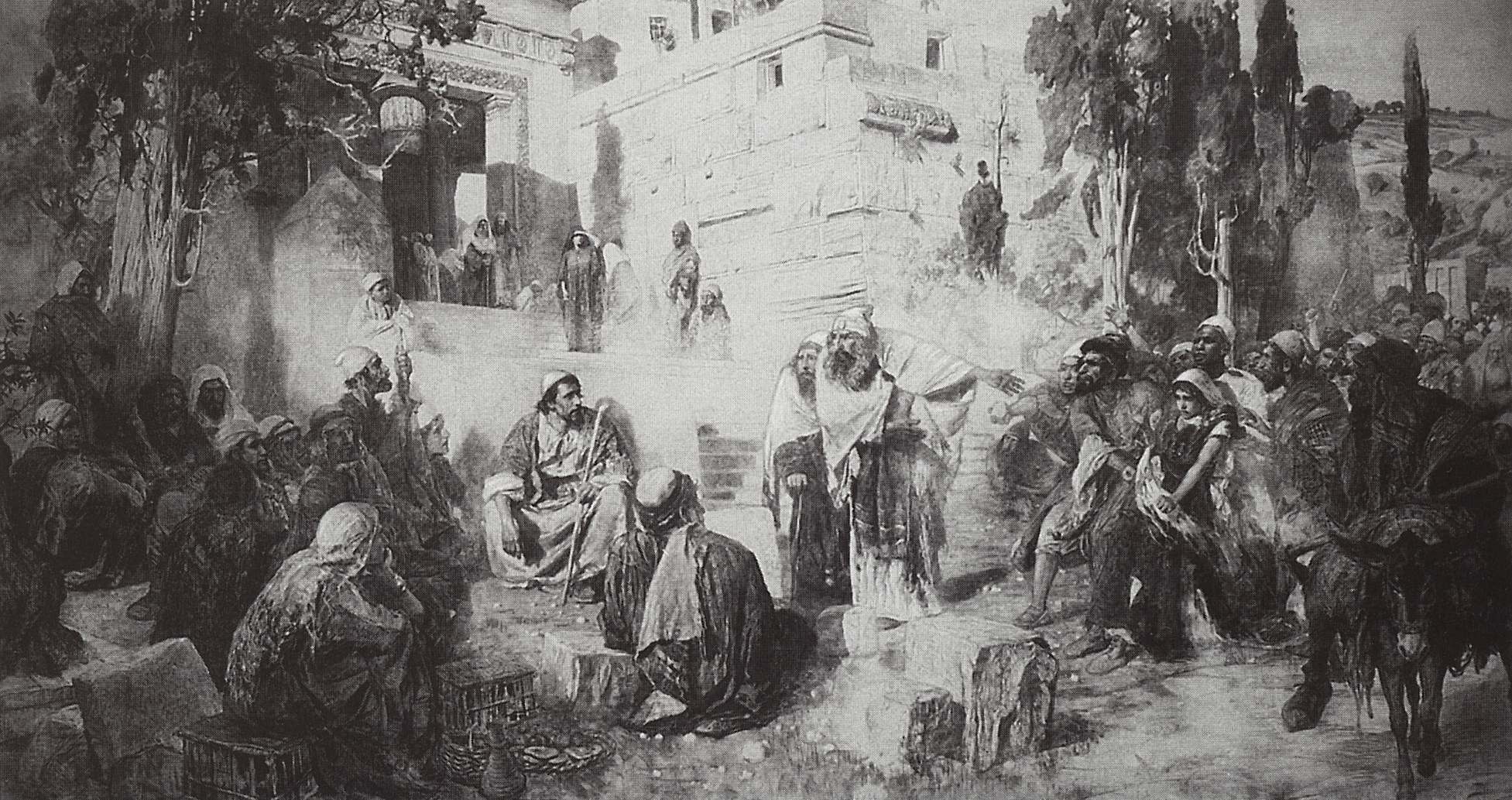
Христос и грешница (эскиз, 1885, холст, уголь, Поленово)

За несколько дней до открытия выставки представленные на неё картины были осмотрены цензором Никитиным. По всей видимости, это был действительный статский советник Николай Васильевич Никитин, служивший старшим инспектором типографий, литографий и подобных заведений в Санкт-Петербурге. Как бы то ни было, Никитин не решился дать разрешение на участие картины Поленова в экспозиции и доложил о ней петербургскому градоначальнику Петру Грессеру. Тот прислал чиновника для особых поручений, который разрешил оставить картину до того момента, как осмотр картин будет произведён членами царской семьи — президентом Академии художеств великим князем Владимиром Александровичем, а также самим императором Александром III.
Вскоре после этого выставку посетил Владимир Александрович. Он внимательно осмотрел картину Поленова (самого художника в тот момент на выставке не было), пожаловался на плохое освещение и заключил, что «для образованных людей картина интересна своим историческим характером, но для толпы весьма опасна и может возбудить всякие толки». Тем не менее картина была оставлена до посещения экспозиции императором.

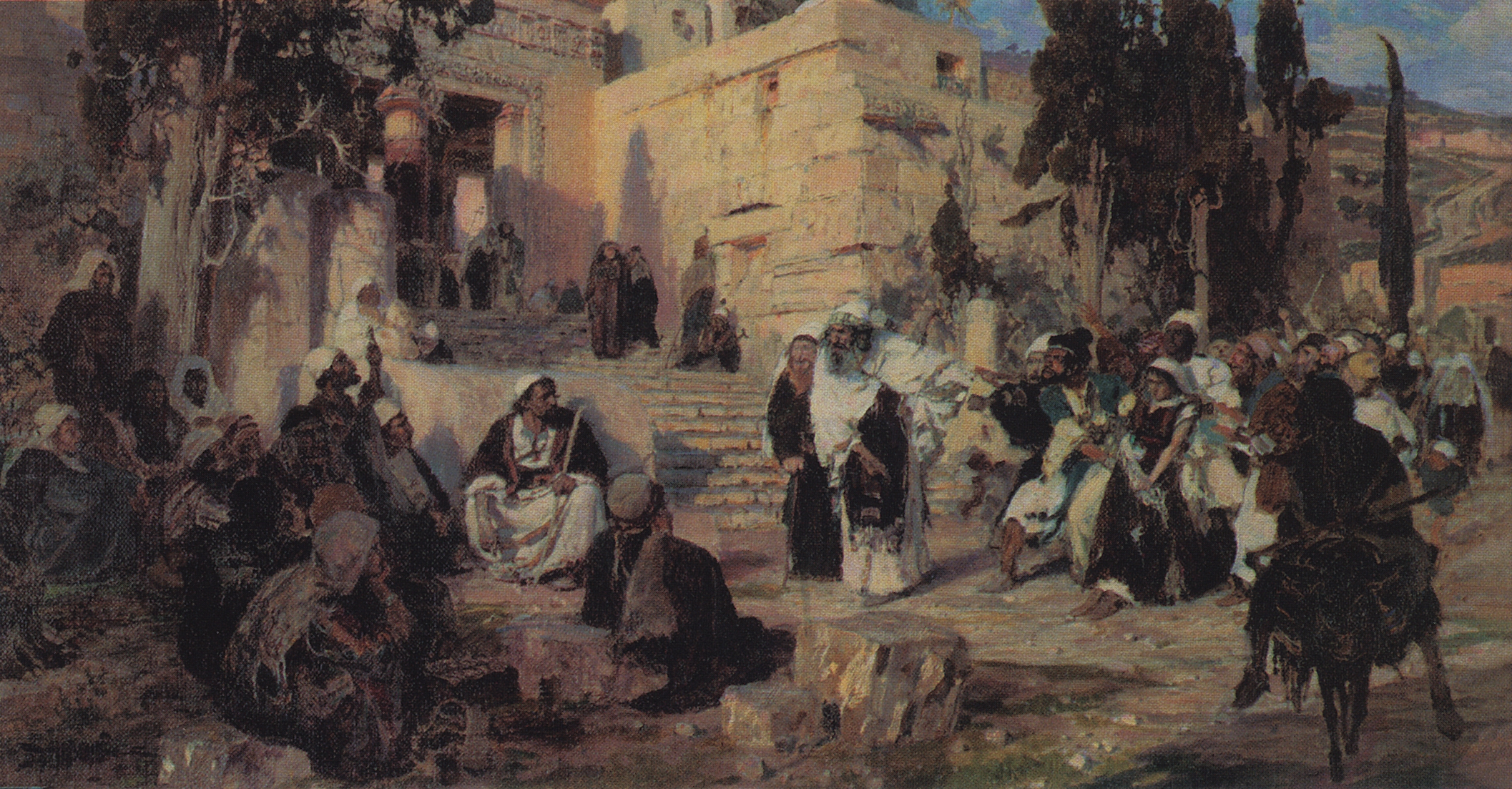
Христос и грешница (эскиз, 1885, ГТГ)

Утром того дня, когда ожидался приезд Александра III, выставку осмотрел обер-прокурор Святейшего синода Константин Победоносцев, которого сопровождал градоначальник Пётр Грессер. Не обращая внимания на другие картины, они сразу же прошли к «Христу и грешнице». Назвав картину серьёзной и интересной, Победоносцев тем не менее запретил печатать каталог выставки. В два часа дня на выставке появился Владимир Александрович, а минут через двадцать после него приехал Александр III с женой Марией Фёдоровной, которых сопровождали великие князья Георгий Александрович и Константин Константинович. Александру III экспозиция понравилась, и он приобрёл несколько картин. Наконец, он подошёл к полотну Поленова и долго рассматривал его, беседуя с художником. В частности, он похвалил выражение лица Христа, сказав, что издали «показалось, что он немного стар, но вблизи действительно чудесно». После этого Александр III продолжил осмотр выставки, а Поленов остался у своей картины. Вскоре к нему подошёл Владимир Александрович и спросил, свободна ли его картина, на что Поленов ответил утвердительно. Тогда Владимир Александрович сообщил художнику, что полотно желает купить император. В самом деле, через некоторое время в зал, где была выставлена картина, вернулся Александр III и, ещё раз удостоверившись, что картина никем не заказана, объявил, что он оставляет её за собой. После того как стало известно, что картина приобретена императором, отношение к ней сразу изменилось. Уже и речи не было о том, чтобы не допускать её на выставку; более того, её перевесили в другое, лучше освещённое место. И, естественно, был напечатан каталог выставки, в который было включено это полотно.
Ещё до выставки Павел Третьяков предлагал Поленову за эту картину 20 тысяч рублей, если Александр III не захочет её купить; цена могла быть увеличена до 24 тысяч рублей в случае, если император захотел бы её приобрести. Александр III заплатил за полотно 30 тысяч рублей, что было выше цены Третьякова. Но дело было не только в этом. То, что картина была куплена императором, фактически легализовало её, давало возможность экспонировать её на выставке, а затем и в музее. Если бы она была запрещена цензурой — а так вполне могло случиться, окажись она у Третьякова, — то её нельзя было бы выставлять в его галерее.

### После создания
После выставки в Петербурге с согласия Александра III картина «Христос и грешница» также экспонировалась в Москве. Перед московской выставкой Поленовым были доработаны кое-какие детали, после чего он переправил дату создания полотна на 1888 год.
Через много лет после создания картины, в июле 1925 года, в письме Всеволоду Воинову Поленов писал «Картина была названа мною „Кто из вас без греха“. В этом был её смысл. Но цензура не разрешила поставить эти слова в каталог, а разрешила „Христос и грешница“, так как этак назывались другие картины, а в музее потом её назвали „Блудная жена“, это совершенно противоречило евангельскому рассказу, где ясно сказано, что это согрешившая женщина. Впоследствии мою картину можно было назвать „Кто из вас без греха“, так как в этом главная мысль картины».

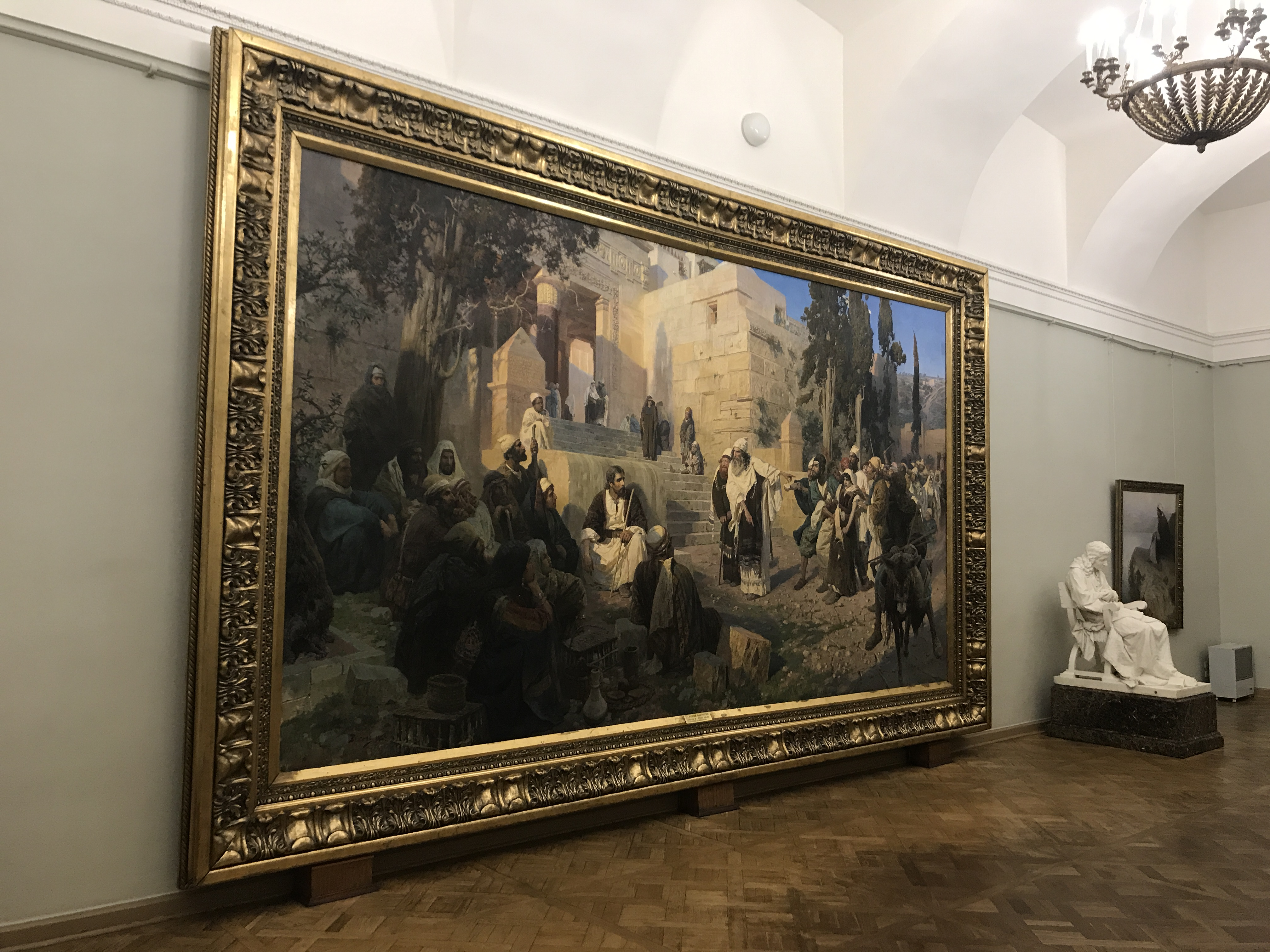
Картина «Христос и грешница» в ГРМ

На средства, вырученные от продажи картины «Христос и грешница», Поленов купил участок земли на верхней Оке, где по его же проекту был построен большой дом — ныне там находится Государственный мемориальный историко-художественный и природный музей-заповедник В. Д. Поленова. Сама же картина находилась в Зимнем дворце, а затем, при образовании Русского музея, в 1897 году была передана в его коллекцию.
Во время Великой Отечественной войны часть картин из собраний Государственного Русского музея была эвакуирована в Молотов (Пермь). Для таких крупноформатных картин, как «Христос и грешница», специально изготавливали деревянные валы длиной до 10 м, на которые их наматывали. Художники-реставраторы тщательно следили, чтобы при этом на красочном слое не появлялись морщины, поскольку это могло привести к повреждениям. Крупные картины, включая «Христа и грешницу», были возвращены в Русский музей в апреле 1946 года. Полноформатный эскиз картины «Христос и грешница», находившийся в усадьбе Поленово, в 1941 году вместе с остальной коллекцией музея был эвакуирован в Тулу, а в 1942 году был возвращён обратно.
В настоящее время картина «Христос и грешница» выставлена в Государственном Русском музее в зале № 32 Михайловского дворца, где, кроме неё, находятся другие произведения Василия Поленова.

## Сюжет и описание
- Евангелие от Иоанна — Ин. 8:1-11

Сюжет картины связан с историей о Христе и грешнице, описанной в Евангелии от Иоанна (в других трёх Евангелиях этот рассказ отсутствует). Фарисеи и саддукеи (в Новом Завете часто используется выражение «фарисеи и книжники») привели к Христу женщину, уличенную в прелюбодеянии. Согласно законам Моисея, она должна была быть побита камнями, что противоречило проповеди человеколюбия, которую исповедовал Христос. В результате Христос оказывался перед дилеммой — либо нарушить законы Моисея, либо поступить в противоречии со своей проповедью. Этот эпизод так описан в восьмой главе Евангелия от Иоанна:

1 Иисус же пошел на гору Елеонскую.
2 А утром опять пришел в храм, и весь народ шел к Нему. Он сел и учил их.
3 Тут книжники и фарисеи привели к Нему женщину, взятую в прелюбодеянии, и, поставив ее посреди,
4 сказали Ему: Учитель! эта женщина взята в прелюбодеянии;
5 а Моисей в законе заповедал нам побивать таких камнями: Ты что скажешь?
6 Говорили же это, искушая Его, чтобы найти что-нибудь к обвинению Его. Но Иисус, наклонившись низко, писал перстом на земле, не обращая на них внимания.
7 Когда же продолжали спрашивать Его, Он, восклонившись, сказал им: кто из вас без греха, первый брось на нее камень.
8 И опять, наклонившись низко, писал на земле.
9 Они же, услышав [то] и будучи обличаемы совестью, стали уходить один за другим, начиная от старших до последних; и остался один Иисус и женщина, стоящая посреди.
10 Иисус, восклонившись и не видя никого, кроме женщины, сказал ей: женщина! где твои обвинители? никто не осудил тебя?
11 Она отвечала: никто, Господи. Иисус сказал ей: и Я не осуждаю тебя; иди и впредь не греши.

Действие происходит у Иродова придела Второго Иерусалимского храма, широкая лестница которого уступами спускается вниз. Слева, освещая каменную стену храма, падают косые лучи заходящего солнца. На лестнице видны фигуры идущих людей, на уступах в равнодушных позах сидят нищие. С одной стороны, исходя из соображений исторической достоверности, Поленов намеренно выбрал местом действия картины наружный дворик иерусалимского храма, так как во внутренний двор — так называемый «двор Израиля» — язычники и иностранцы не допускались под страхом смерти. Поэтому пёстрая толпа могла привести грешницу только к одному из внешних двориков, примыкающих к стенам храма. С другой стороны, помещая действие с внешней стороны храма, Поленов получал возможность изобразить пейзаж вокруг. Для этого он воспользовался этюдами и впечатлениями от своей ближневосточной поездки, полагая, что природа «если и изменилась, то очень мало… небо, горы, озеро, скалы, тропинки, камни, деревья, цветы, всё это осталось приблизительно тем же». При этом, по признанию самого́ художника, в одной детали он нарушил «фотографическую точность» пейзажа: в правом верхнем углу картины изображён склон Елеонской горы, которая не могла быть видна от юго-восточного угла портика Иерусалимского храма — на самом деле, эта гора расположена как раз за спиной зрителя. Осознанное внесение этой неточности можно было оправдать символическим значением и важностью Елеонской горы в контексте того периода деятельности Иисуса.
Спокойствие царит в левой половине картины, где изображён сидящий Христос, окружённый его учениками и другими слушателями. Очевидно, он вёл с ними беседу, которая была прервана шумом появившейся группы людей вместе с грешницей. Эта толпа показана в правой части полотна, в композиционном смысле уравновешивая собой окружение Христа. На картине запечатлён кульминационный момент евангельского события: только что был задан провокационный вопрос о том, что же делать с грешницей; в ожидании ответа Христа замерла толпа, ждут реакции Христа и его ученики. По словам искусствоведа Тамары Юровой, «полотно наполнено изображением очень живых и конкретных по типажу людей, однако все они взяты в одно краткое мгновение и потому выглядят внезапно застывшими в своей реакции на происходящее, в своей экспрессии», при этом изображённые Поленовым персонажи «больше отличаются друг от друга своим внешним обликом, чем внутренними переживаниями».
В композиции картины наиболее выразителен образ Иисуса Христа, олицетворяющий собой «более высокую ступень человеческого сознания, торжество разума и человечности». С внутренней сущностью Христа хорошо ассоциируется его белый хитон, который оттеняет бледность печального и утомлённого лица. В целом созданный Поленовым образ создаёт впечатление усталости и погружённости в грустные мысли, чувствуется его мягкость, благородная осанка, «свобода жеста и позы», а также сложная душевная жизнь — всё это отличает Христа от его учеников, более скованных в своих мыслях, чувствах и движениях. При этом художник старался подчеркнуть человеческую сущность Христа, сделать его облик похожим на окружающих его обычных людей. По словам писателя Владимира Короленко, это «человек, — именно человек, — сильный, мускулистый, с крепким загаром странствующего восточного проповедника».
|  |  |  |

На большинстве эскизов и этюдов, выполненных для картины, Христос изображён в белой шапочке. Был он в ней и в ранних версиях основного полотна, но за несколько дней до первого публичного показа картины, уступая уговорам своей матери Марии Алексеевны, Поленов убрал шапочку. Некоторые критики видели неканоничность образа Христа в отсутствии длинных волос. В частности, незадолго до выставки передвижников Павел Третьяков писал Поленову: «Я кое-что Вам заметил и ещё могу после заметить, да Вы сами отлично знаете. Мне жаль, что у Христа короткие волосы — вот с этим Вы, кажется, никак не соглашаетесь». По свидетельству писателя и критика Михаила Чехова, лицо Христа Поленов писал с художника Исаака Левитана.
Рядом с Христом сидят его ученики, среди которых Пётр, Иоанн, Иаков, а также Иуда. Перед толпой, в которой находится грешница, выделяются фигуры фарисея и саддукея. Наиболее яростен фарисей, который, по-видимому, и задаёт вопрос Христу. Слева от него, ехидно улыбаясь, стоит рыжий упитанный саддукей. Хоть их течения и враждуют между собой, в этом эпизоде они объединились против Христа.
Со слов Поленова, и не без помощи его жены Натальи Васильевны, подробное описание картины было составлено художественным критиком Александром Соболевым, который в 1887 году опубликовал статью в «Русских ведомостях», а также выпустил отдельную брошюру. Из этого описания, в частности, следует, что мальчик, сидящий на уступе лестницы храма, — это Марк, один из будущих евангелистов. Справа от Христа изображён Иоанн, а слева — Иаков, за спиной которого, облокотившись на посох, привстал Пётр. В том же ряду, что и Пётр, находятся Андрей, Филипп и Иаков Алфеев, а во втором ряду — Иуда, Клеопа и Матфей. Человек с полузакрытым лицом, стоящий у кипариса позади учеников Христа, — фарисей Никодим, один из тайных последователей Христа. На переднем плане, у плетёных корзин, сидит Мария — мать Марка, а рядом с ней — её служанка Рода. Выходящий из храма вместе с молодым человеком старик — фарисей Гамалиил, учёный раввин, который впоследствии, после казни Христа, заступится в синедрионе за его учеников-апостолов. Женщина, стоящая на ступенях храма, — евангельская вдовица, про которую Иисус сказал, что она «прекраснее великолепных мраморных плит». Изображённый в правой части картины человек, едущий на осле, — это Симон Киринеянин, которому в будущем суждено нести крест для распятия Христа на Голгофу.

## Этюды, эскизы и повторения
За многие годы работы над темой, связанной с полотном «Христос и грешница», Поленовым было создано более 150 рисунков, этюдов, эскизов и вариантов картины.
В Музее-усадьбе В. Д. Поленова находится один из ранних эскизов картины «Христос и грешница», выполненный в 1873 году. Там же хранится эскиз 1884 года (масло, 23 × 45 см), который поступил в коллекцию музея из Франции в 1980-х годах, а также полноформатный эскиз 1885 года, выполненный углём на холсте (307 × 585 см).
В Государственной Третьяковской галерее хранится эскиз картины «Христос и грешница» (1876, дерево, масло, 22,2 × 34,7 см, инв. 10581), который был приобретён у Н. П. Крымова в 1930 году. Там же находится более поздний эскиз 1885 года (холст, масло, 26 × 48 см, инв. 11142), который принадлежал И. С. Остроухову и был передан в 1929 году из Музея Остроухова. Ещё один эскиз, 1884 года, принадлежит Харьковскому художественному музею.
В Государственном Русском музее находятся 27 живописных этюдов для картины «Христос и грешница». Ещё четыре этюда принадлежат Третьяковской галерее. Несколько этюдов входят в коллекцию Музея-усадьбы В. Д. Поленова. По крайней мере два этюда для этой картины находились в собрании Румянцевского музея, после расформирования которого в 1924 году один этюд («Христос», 1880-е, холст, масло, 114 × 75 см) был передан в Екатеринбургский музей изобразительных искусств, а другой («Голова старика», 1883, холст, масло, 27 × 22 см) — в Омский областной музей изобразительных искусств имени М. А. Врубеля. Этюды к картине также находятся в ряде других музеев (например, в Тарусской картинной галереи) и в частных коллекциях.
Существует ряд одноимённых уменьшенных авторских повторений картины. Одно из них, недатированное, находится в частном собрании в Москве. Другое, датированное 1888 годом и выполненное с помощью Сергея Коровина, находится в Иркутском областном художественном музее имени В. П. Сукачёва (холст, масло, 150 × 266 см).
В каталоге Государственного Русского музея упоминается ещё одно авторское повторение, 1907 года, которое в 1924 году экспонировалось на выставке русского искусства в США. Вероятно, это та же самая картина, которая под названием «Кто из вас без греха?» (англ. He that is without sin) была продана в ноябре 2011 года на русских торгах аукциона Bonhams в Лондоне за 4 073 250 фунтов, или примерно 5 381 742 долларов (холст, масло, 118 × 239 см). Хотя проданная на аукционе картина датирована 1908 годом, о ней написано, что она участвовала в выставке 1924 года в Нью-Йорке, где была приобретена Чарльзом Ричардом Крейном. Перед аукционом, в октябре 2011 года, это авторское повторение экспонировалось в Третьяковской галерее на предварительном показе лотов.
|  |  |  |  |  |  |

## Отзывы и критика
Художественный критик Владимир Стасов в своей статье «Выставка передвижников», появившейся 1 марта 1887 года в «Новостях и биржевой газете», картине «Христос и грешница» уделил лишь несколько предложений, отметив, что подробный рассказ про это огромное произведение потребовал бы отдельной статьи, которую он тем не менее впоследствии так и не написал. Стасов отметил, что при работе над этой картиной Поленов «очень тщательно отнёсся к своей задаче, совершил путешествие в Палестину, изучал на месте архитектуру, местные типы людей и природы, световые эффекты»; всё это дало «очень интересные и веские результаты». Далее Стасов писал: «Скажу ещё мимоходом, что часть Иродова храма, до сих пор уцелевшего, изящные столбы с орнаментированными капителями в углу этого храма, ступени, ведущие от храма вниз, туда, где происходит известная евангельская сцена, всё передано колоритно и изящно, освещено ярким палестинским солнцем. В общем, Поленов остался изящным, элегантным живописцем, каким мы его знаем давно уже, с самого начала его карьеры в 1871 году. Но к этому он ещё прибавил большое мастерство и живописность в передаче пейзажа».
Писатель и критик Всеволод Гаршин в своих «Заметках о художественных выставках», опубликованных в марте 1887 года в выходившем в Петербурге журнале «Северный вестник», высоко оценивал картину Поленова, на которой, по его словам, «нет ни одной, что называется, драпировки, всё это — настоящее платье, одежда; и художник, пристально изучивший Восток, сумел так одеть своих героев, что они действительно носят одежду, живут в ней, а не надели для подмостков или позирования перед живописцем».
Писатель и публицист Владимир Короленко в своей статье «Две картины», опубликованной в 1887 году в «Русских ведомостях», подробно обсуждал образ Христа, изображённого на картине Поленова. Он писал, что «с первого взгляда на картину вы как будто не замечаете её главной фигуры», но это лишь кажущееся впечатление, вызванное неожиданным ощущением несоответствия установившимся представлениям. «Чем больше вы вглядываетесь в эту замечательную фигуру, с её физической крепостью, вместо аскетической полувоздушности, с её небрежно упавшей на колено рукой, со всей этой незамечаемой им самим усталостью утруждённого, но сильного человека, и главное — с этим замечательным выражением лица, — тем больше первоначальное чувство заменяется удивлением, уважением, любовью». По словам Короленко, в образе Христа он видел «замечательный успех художественного реализма».

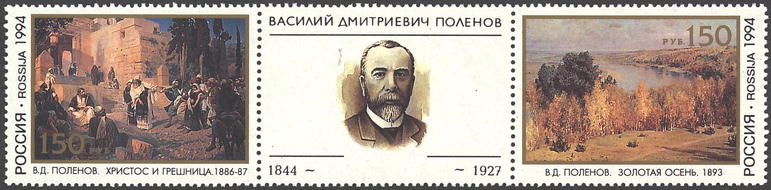
Картина «Христос и грешница» на сцепке (Почта России, 1994)

Художник Егише Тадевосян отмечал, что картина «Христос и грешница» была «светлым, жизнерадостным, горячо-солнечным произведением», а также называл её «дерзким вызовом для религиозных ханжей».
Искусствовед Алексей Фёдоров-Давыдов писал, что, отказавшись от официальной религии и церковности, Поленов реалистически трактовал как самого Христа, так и всю евангельскую историю. Тем не менее он отмечал, что «изображение религиозного сюжета как сцены живой, реальной жизни становится, так сказать, самоцелью». По словам Фёдорова-Давыдова, подобная абстрактность и малосодержательность были «родственны формальному пониманию сюжета в академизме». Реализм в картине Поленова главным образом сводится не к содержанию, а к форме, то есть к средствам изображения, и именно поэтому «он мог уживаться с традициями академической исторической живописи». Тем не менее, сравнивая это полотно с картиной художника-академиста Генриха Семирадского «Грешница», Фёдоров-Давыдов писал, что произведение Поленова «серьёзнее, благороднее, содержательнее и художественнее». По его мнению, среди попыток возродить крупноформатную академическую историческую живопись «картина Поленова является самой значительной и серьёзной».